# Callas (Var)
Ne doit pas être confondu avec Calas (Bouches-du-Rhône).
Pour les articles homonymes, voir Callas.
Callas [kalas] est une commune française située dans le département du Var, en région Provence-Alpes-Côte d'Azur.
La commune est située entre mer et montagnes, dans la campagne provençale. Elle est implantée à proximité d'une ville comportant 40 928 habitants en 2019, Draguignan.

## Géographie

### Localisation
Le village se situe à une distance approximative de 15 km de Draguignan, sous-préfecture. D'autre part, Callas se trouve à vol d'oiseau à environ 36 kilomètres de Saint-Tropez.

### Géologie et relief
Le relief de la commune se décompose en trois zones : deux zones vallonnées, une au nord, et une au sud, séparées par une plaine. Dans la zone vallonnée du sud, traversée par l'Endre, la rivière a formé des gorges, les gorges de Pennafort, d'environ 2 km.
Le point culminant de la commune, au nord-est du village est à 712 mètres d'altitude.

### Hydrographie

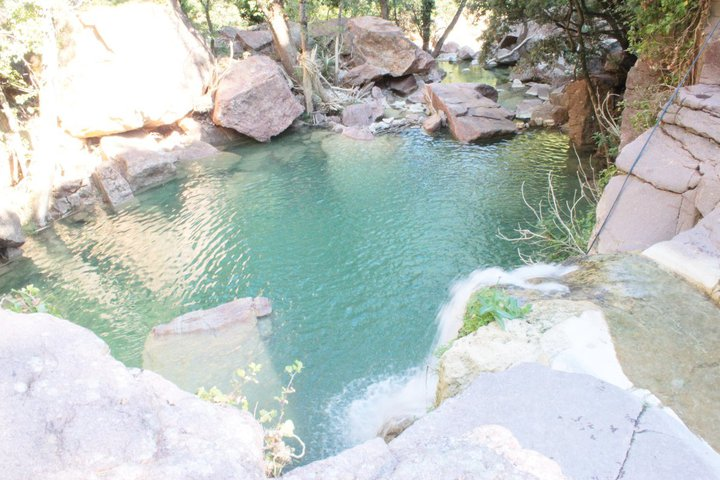
Bassin dans les gorges de Pennafort.

Cours d'eau sur la commune ou à son aval :
- la commune de Callas est traversée par l'Endre[6], cours d'eau de 28,5 km, affluent de l'Argens, ainsi que par plusieurs de ses affluents ;
- vallons des plaines du Rouet, de l'Ayguier, de Misère, du Rouet, de Vioune, de Joyeuse[7], de Gardanne, de la Catalane, de Bennet ;
- riou de Claviers ;
- ruisseaux de la Tuilière, de Brame-Pan, la Risse.

### Climat
Pour des articles plus généraux, voir Climat de Provence-Alpes-Côte d'Azur et Climat du Var.
En 2010, le climat de la commune est de type climat méditerranéen franc, selon une étude du Centre national de la recherche scientifique s'appuyant sur une série de données couvrant la période 1971-2000. En 2020, Météo-France publie une typologie des climats de la France métropolitaine dans laquelle la commune est exposée à un climat méditerranéen et est dans la région climatique Var, Alpes-Maritimes, caractérisée par une pluviométrie abondante en automne et en hiver (250 à 300 mm en automne), un très bon ensoleillement en été (fraction d’insolation > 75 %), un hiver doux (8 °C) et peu de brouillards.
Pour la période 1971-2000, la température annuelle moyenne est de 13,4 °C, avec une amplitude thermique annuelle de 16,3 °C. Le cumul annuel moyen de précipitations est de 1 033 mm, avec 6,4 jours de précipitations en janvier et 2,9 jours en juillet. Pour la période 1991-2020, la température moyenne annuelle observée sur la station météorologique de Météo-France la plus proche, « Draguignan_sapc », sur la commune de Draguignan à 8 km à vol d'oiseau, est de 15,4 °C et le cumul annuel moyen de précipitations est de 865,0 mm. 
La température maximale relevée sur cette station est de 40,8 °C, atteinte le 27 juin 2019 ; la température minimale est de −8,8 °C, atteinte le 30 décembre 2005,,.
Les paramètres climatiques de la commune ont été estimés pour le milieu du siècle (2041-2070) selon différents scénarios d'émission de gaz à effet de serre à partir des nouvelles projections climatiques de référence DRIAS-2020. Ils sont consultables sur un site dédié publié par Météo-France en novembre 2022.

### Risques naturels
La commune est soumise à plusieurs risques, tels les feux de forêt, les inondations, les mouvements et tassements différentiels du terrain. De plus, elle est soumise au risque sismique (zone de sismicité modérée 3),.

### Voies de communications et transports

#### Réseau routier
La desserte routière de la commune se fait par la route départementale 25, entre Draguignan et Bargemon.

#### Transports en commun
- Transport en Provence-Alpes-Côte d'Azur

Commune desservie par le réseau régional de transports en commun Zou ! (ex Varlib). Les collectivités territoriales ont en effet mis en œuvre un « service de transports à la demande » (TAD), réseau régional Zou !.
Entre Fayence et Draguignan une ligne de bus régulière dessert la commune de Callas, à un seul arrêt.

#### Réseau ferroviaire
Les gares TGV les plus proches sont :
- Gare de Saint-Raphaël-Valescure,
- Gare des Arcs - Draguignan,
- Gare de Toulon.

#### Ports
- Ports en Provence-Alpes-Côte d'Azur :
  - Rade de Toulon,
  - Port Lympia (port de Nice),
  - Port Hercule (Port de Monaco).

#### Transports aériens
Les aéroports les plus proches sont :
- Aéroport de Toulon-Hyères,
- Aéroport de Nice-Côte d'Azur.

## Toponymie
Le nom de Callas viendrait de « Kal » (rocher, caillou).
Le nom du village  en provençal est Calas.

## Histoire

### Préhistoire et Antiquité
Le territoire de la commune est habité dès la préhistoire. Des traces d'occupation ont été retrouvées près des gorges de Pennafort. La colonisation romaine a laissé des vestiges archéologiques sur le même site.

### Moyen Âge
Du XIe siècle au XVIe siècle, le village appartient à la maison des Pontevès. La mort de la reine Jeanne Ire ouvre une crise de succession à la tête du comté de Provence, les villes de l’Union d'Aix (1382-1387) soutenant Charles de Duras contre Louis Ier d'Anjou. Puis, Aix se soumet en octobre 1387, ce qui précipite le ralliement des carlistes, dont le seigneur de Callas, Foulque Flotte. Alors qu’il soutenait Charles de Duras depuis plusieurs années, il rejoint le camp angevin et obtient un « chapitre de paix » de Marie de Châtillon le 2 janvier 1388 et prête l'hommage féodal à Louis II d'Anjou, âgé de dix ans. Durant les guerres de Religion, une révolte de paysans part de Callas, en 1579. Le vicomte de Bargême est assassiné par ses paysans, son château pillé. La jacquerie se répand, soutenue par les protestants.

### Temps modernes
En 1607, la seigneurie est vendue au comte de Sault, puis revendue au duc de Lesdiguière en 1625, pour être transférée par héritage en 1687 au duc de Villeroy.
En 1718, la commune rachetant la seigneurie, en fait don à Louis XV. Callas devient alors ville royale.

### Époque contemporaine
Une importante baisse de la population est enregistrée à partir de 1852, elle passe de 2 185 habitants, à 1 523 en 1891, pour atteindre 1 007 en 1911. Toutefois l'activité économique reste importante dans le village qui compte une savonnerie, une fabrique de pâtes alimentaires, une mine de baryte et une carrière. Avant la crise de la pébrine, qui va mettre à mal la culture du ver à soie, le mûrier est l'arbre omniprésent sur la commune. De plus, les vergers d'oliviers donnent d'abondantes récoltes d'olives qui alimentent les usines de Draguignan, ainsi que les moulins à huile de la localité. Une statistique de 1892 recense 56 000 oliviers en pleine production.
Au début du XXe siècle, Callas possède une gare sur la Ligne Central-Var (dit train des pignes). L'entrée et la sortie du tunnel sont toujours visibles.

## Politique et administration

### Liste des maires
| Période                                  | Période                  | Identité        | Étiquette | Qualité |
| ---------------------------------------- | ------------------------ | --------------- | --------- | --- |
| Les données manquantes sont à compléter. |                          |                 |           | |
| 1995                                     | 2014                     | Françoise Barre | UMP       | |
| 2014                                     | En cours (au avril 2014) | Daniel Maria    |           | Informaticien 7e adjoint de la Dracénie Provence Verdon agglomération, chargé de l'Administration générale - Communication |

### Fiscalité locale
| Taxe                                                | Part communale | Part intercommunale | Part départementale | Part régionale |
| --------------------------------------------------- | -------------- | ------------------- | ------------------- | -------------- |
| Taxe d'habitation (TH)                              | 11,98 %        | 0,00 %              | 6,15 %              | 0,00 %         |
| Taxe foncière sur les propriétés bâties (TFPB)      | 10,71 %        | 0,00 %              | 7,43 %              | 2,36 %         |
| Taxe foncière sur les propriétés non bâties (TFPNB) | 50,11 %        | 0,00 %              | 23,44 %             | 8,85 %         |
| Taxe professionnelle (TP)                           | 0,00 %         | 17,24 %             | 8,55 %              | 3,84 %         |

La part régionale de la taxe d'habitation n'est pas applicable.

### Budget et fiscalité 2020
En 2020, le budget de la commune était constitué ainsi :
- total des produits de fonctionnement : 1 840 000 €, soit 940 € par habitant ;
- total des charges de fonctionnement : 1 382 000 €, soit 711 € par habitant ;
- total des ressources d'investissement : 930 000 €, soit 478 € par habitant ;
- total des emplois d'investissement : 645 000 €, soit 331 € par habitant ;
- endettement : 1 266 000 €, soit 651 € par habitant.

Avec les taux de fiscalité suivants :
- taxe d'habitation : 11,98 % ;
- taxe foncière sur les propriétés bâties : 10,71 % ;
- taxe foncière sur les propriétés non bâties : 50,11 % ;
- taxe additionnelle à la taxe foncière sur les propriétés non bâties : 0,00 % ;
- cotisation foncière des entreprises : 0,00 %.

## Urbanisme

### Typologie
Au 1er janvier 2024, Callas est catégorisée commune rurale à habitat dispersé, selon la nouvelle grille communale de densité à sept niveaux définie par l'Insee en 2022.
Elle appartient à l'unité urbaine de Callas, une agglomération intra-départementale regroupant trois  communes, dont elle est ville-centre,,. Par ailleurs la commune fait partie de l'aire d'attraction de Draguignan, dont elle est une commune de la couronne,. Cette aire, qui regroupe 11 communes, est catégorisée dans les aires de 50 000 à moins de 200 000 habitants,.

### Occupation des sols
L'occupation des sols de la commune, telle qu'elle ressort de la base de données européenne d’occupation biophysique des sols Corine Land Cover (CLC), est marquée par l'importance des forêts et milieux semi-naturels (81,9 % en 2018), en diminution par rapport à 1990 (84 %). La répartition détaillée en 2018 est la suivante : 
forêts (63,2 %), milieux à végétation arbustive et/ou herbacée (18,8 %), cultures permanentes (6 %), zones agricoles hétérogènes (5,8 %), mines, décharges et chantiers (2,3 %), zones urbanisées (1,9 %), prairies (1,6 %), espaces verts artificialisés, non agricoles (0,5 %). L'évolution de l’occupation des sols de la commune et de ses infrastructures peut être observée sur les différentes représentations cartographiques du territoire : la carte de Cassini (XVIIIe siècle), la carte d'état-major (1820-1866) et les cartes ou photos aériennes de l'IGN pour la période actuelle (1950 à aujourd'hui).

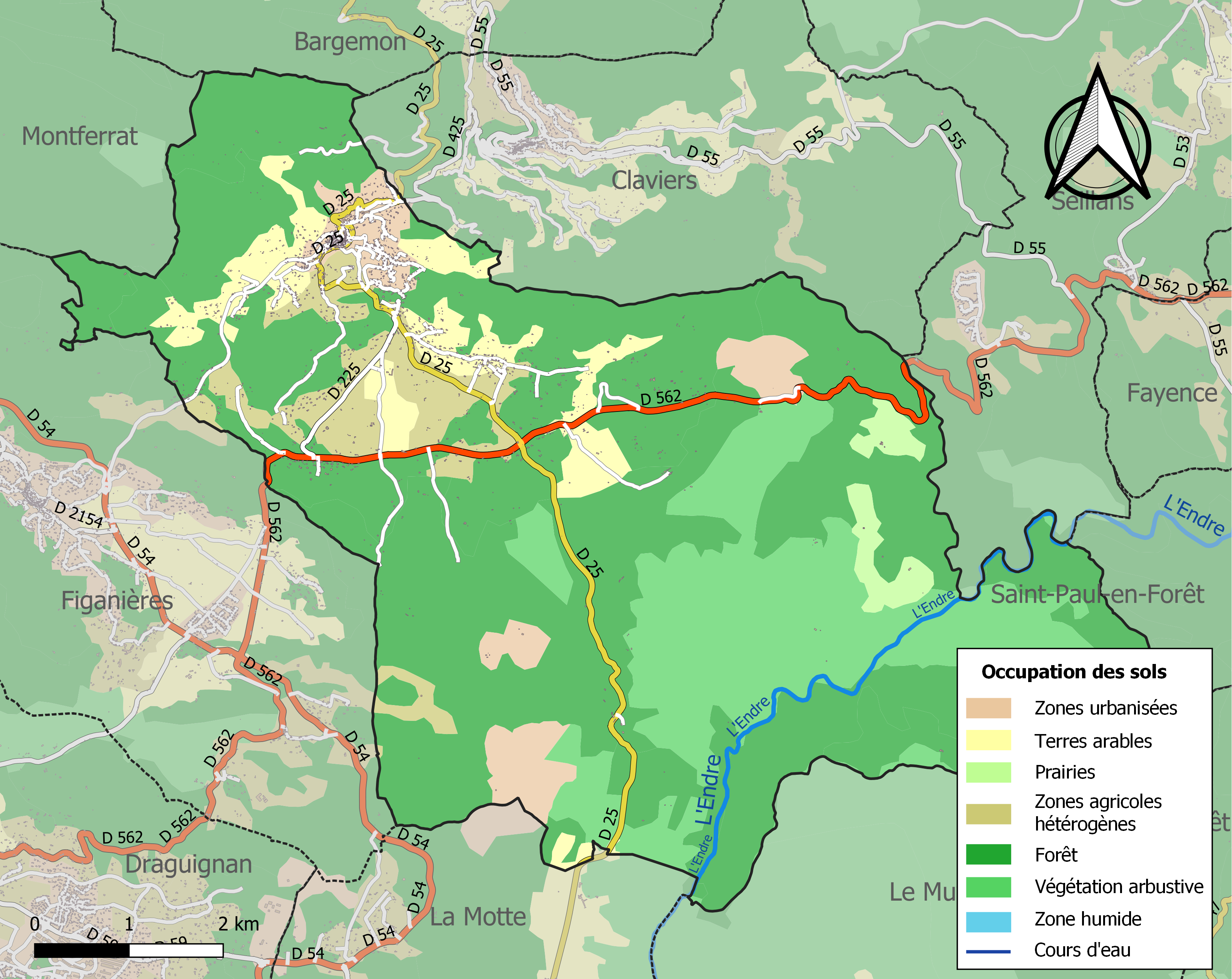
Carte des infrastructures et de l'occupation des sols de la commune en 2018 (CLC).

### Intercommunalité
Callas fait partie de la communauté de Dracénie Provence Verdon agglomération (ex-Communauté d'Agglomération Dracénoise) de 110 019 habitants en 2019, créée le 31 octobre 2000. Les 23 communes composant la communauté d'agglomération en 2019 sont (par ordre alphabétique) :
- Communes fondatrices
  - Draguignan ; Châteaudouble ; Figanières ; La Motte ; Les Arcs ; Lorgues ; Taradeau ; Trans-en-Provence
- Communes ayant adhéré ultérieurement
  - Ampus ; Bargemon ; Bargème ; Callas ; Claviers ; Comps-sur-Artuby ;  Flayosc ; La Bastide ; La Roque-Esclapon ; Le Muy ; Montferrat ; Saint-Antonin-du-Var ; Salernes ; Sillans-la-Cascade ; Vidauban

### Jumelages
La commune n'a actuellement pas d'accord de jumelage.

### Environnement
Une déchèterie, et des points de tri sélectif sont implantés sur la commune. La mairie a mis en place un plan de débroussaillement, en vue de la lutte contre les incendies.

## Population et société

### Démographie
L'évolution du nombre d'habitants est connue à travers les recensements de la population effectués dans la commune depuis 1793. Pour les communes de moins de 10 000 habitants, une enquête de recensement portant sur toute la population est réalisée tous les cinq ans, les populations de référence des années intermédiaires étant quant à elles estimées par interpolation ou extrapolation. Pour la commune, le premier recensement exhaustif entrant dans le cadre du nouveau dispositif a été réalisé en 2007.

En 2022, la commune comptait 2 069 habitants, en évolution de +10,05 % par rapport à 2016 (Var : +4,98 %, France hors Mayotte : +2,11 %).
| 1793  | 1800  | 1806  | 1821  | 1831  | 1836  | 1841  | 1846  | 1851  |
| ----- | ----- | ----- | ----- | ----- | ----- | ----- | ----- | ----- |
| 2 018 | 2 108 | 1 969 | 1 966 | 2 268 | 2 322 | 2 125 | 2 098 | 2 185 |

| 1856  | 1861  | 1866  | 1872  | 1876  | 1881  | 1886  | 1891  | 1896  |
| ----- | ----- | ----- | ----- | ----- | ----- | ----- | ----- | ----- |
| 2 046 | 2 006 | 1 961 | 1 820 | 1 666 | 1 812 | 1 468 | 1 523 | 1 346 |

| 1901  | 1906  | 1911  | 1921 | 1926 | 1931 | 1936 | 1946 | 1954 |
| ----- | ----- | ----- | ---- | ---- | ---- | ---- | ---- | ---- |
| 1 210 | 1 120 | 1 015 | 748  | 761  | 627  | 646  | 600  | 570  |

| 1962 | 1968 | 1975 | 1982 | 1990  | 1999  | 2006  | 2007  | 2012  |
| ---- | ---- | ---- | ---- | ----- | ----- | ----- | ----- | ----- |
| 538  | 608  | 708  | 945  | 1 276 | 1 388 | 1 713 | 1 759 | 1 829 |

| 2017  | 2022  | - | - | - | - | - | - | - |
| ----- | ----- | - | - | - | - | - | - | - |
| 1 909 | 2 069 | - | - | - | - | - | - | - |

### Enseignement
Callas dépend de l'académie de Nice. Les élèves commencent leur scolarité dans la commune, à l'école maternelle et primaire publique du village, regroupant 113 élèves. Les études se poursuivent ensuite au collège de Figanières, puis au lycée de Draguignan.
Dans la ferme du Petit Siai une partie était dédiée à une ancienne école de filles rattachée au hameau du petit Siai.

### Santé
Des professionnels de santé sont installés à Callas : un médecin, un dentiste et un infirmier. Une clinique est installée sur la commune. L'hôpital le plus proche est le Centre hospitalier de la Dracénie et se trouve à Draguignan, à 11 km,. Il dispose d'équipes médicales dans la plupart des disciplines : pôles médico-technique ; santé mentale ; cancérologie ; gériatrie ; femme-mère-enfant ; médecine-urgences ; interventionnel.

### Cultes
- L'église de Callas, de culte catholique construite en 1055[54], dépend du doyenné de Fayence, diocèse de Fréjus-Toulon[55]. La paroisse est confiée aux religieux de Saint-Victor, par une bulle papale de Pascal II, en 1114.

### Vie locale
En plus des services municipaux (médiathèque, école de musique), les services publics sont représentés par la poste, avec un bureau permanent.
La vie associative est également très présente sur la commune avec un réseau de 20 associations locales.

## Économie

### Revenus de la population et fiscalité
Le revenu net moyen des habitants de Callas, en 2011, était de 22 712 €. Seuls 53,8 % des foyers fiscaux étaient imposables.
Chiffres clés Revenus et pauvreté des ménages en 2019 : médiane en 2019 du revenu disponible, par unité de consommation : 21 330 €.

### Emploi
En 2011, selon l'Insee, la population active de Callas (personnes âgées entre 15 et 64 ans) représente 73,8 % des habitants de la commune, partagée entre 63 % de personnes ayant un emploi, et 10,8 % de personnes en recherches d'emploi. La majorité des actifs ont un emploi salarial, essentiellement en CDI.

### Entreprises et commerces
De nombreux commerces de proximité sont implantés sur la commune, tant dans le secteur alimentaire (épicerie, boulangerie, produits du terroir), que dans les secteurs de services (coiffeur, maison de la presse, immobilier, assurance).
Une carrière d'extraction de granulat est exploitée sur le site de « La Joyeuse », depuis 1970. Plusieurs exploitants se sont succédé sur le site, le dernier en date étant le groupe Lafarge, depuis 2001.

### Artisanat
- Les artisans et petites entreprises de la commune sont essentiellement dans le secteur du bâtiment et travaux publics.
- Atelier de peinture Michel Moreau[61].

### Agriculture

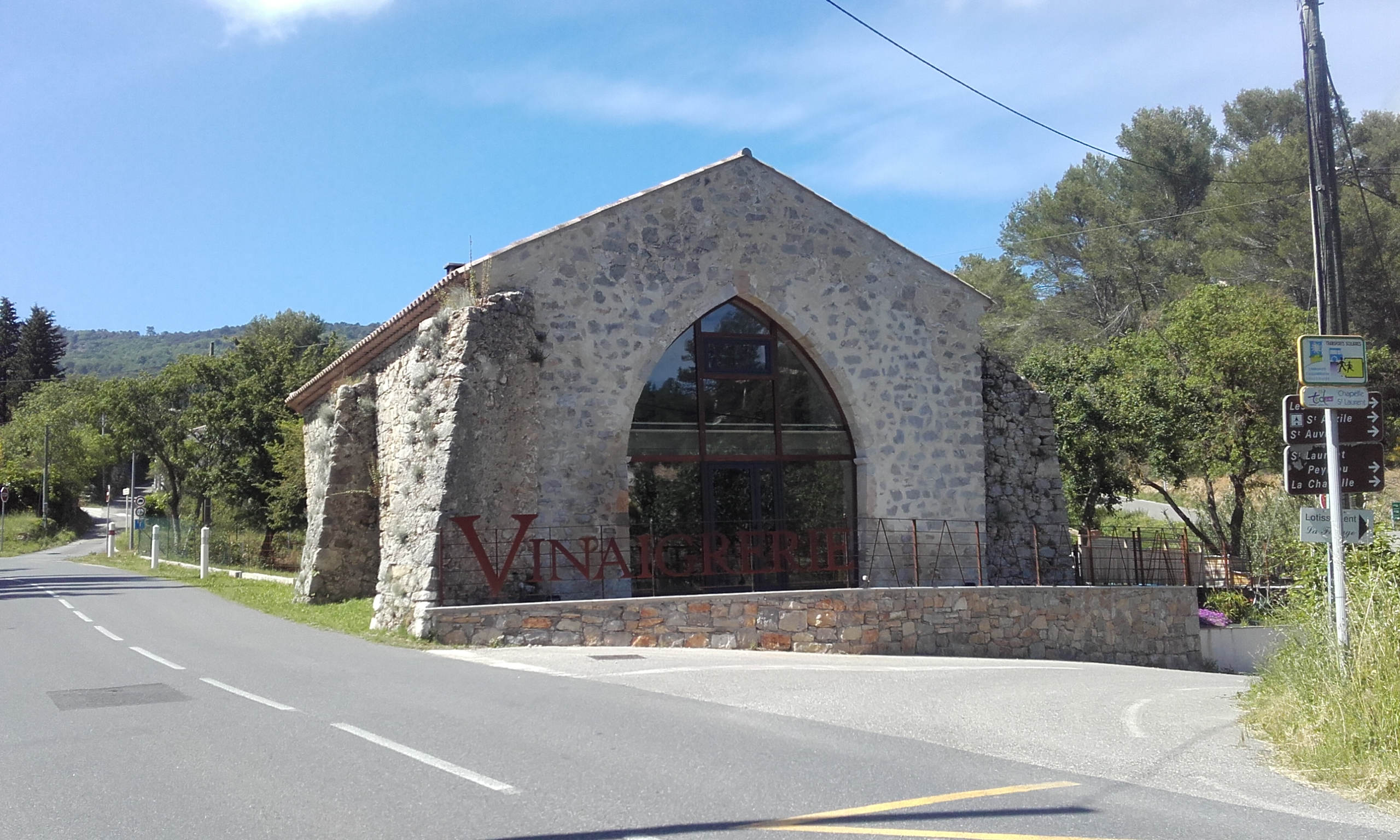
Vinaigrerie dans chapelle restaurée.

- Les oliveraies de la commune produisent de l'huile monovariétale Ribier et l'AOC. Le petit ribier est aussi appelé Plant de Callas ou Callasen.
  - Moulin de Callas Béranguier, 1928, Huile d'olive de Provence AOC[62].
  - Domaine de Peron[63].
- Vignoble : Domaine de la Bastide du Plan[64].

- Vinaigrerie[65] de David Doczekalski[66]. Réutilisation d'une chapelle restaurée[67] pour allier lieu et produits d'exceptions[68].
- Fromagerie : Odile Christine[69].
- Équitation : Haras de Panafort - Écurie Élodie Tadon[70].
- Les territoires pastoraux du plan d'occupation pastorale de la Dracénie[71].

### Tourisme
La situation géographique de la commune permet un développement du tourisme, tant vers le bord de mer, que vers les gorges du Verdon. Le village est le point de départ de nombreux sentiers pédestres, la "Route des chevaliers",... que ce soit vers le sud, en direction de la Méditerranée ou vers la montagne, en direction des gorges du Verdon.
L'hébergement touristique est très varié : 
- deux hôtels[74],
- et deux campings,
- meublés et gîtes ruraux[75],[76].

La commune s'est vu décerner le label Commune touristique depuis le 29 juillet 2019 et le 21 novembre 2019 la deuxième fleur du Label Villes et villages fleuris "Qualité de vie".

## Culture locale et patrimoine

### Lieux et monuments
Patrimoine religieux :

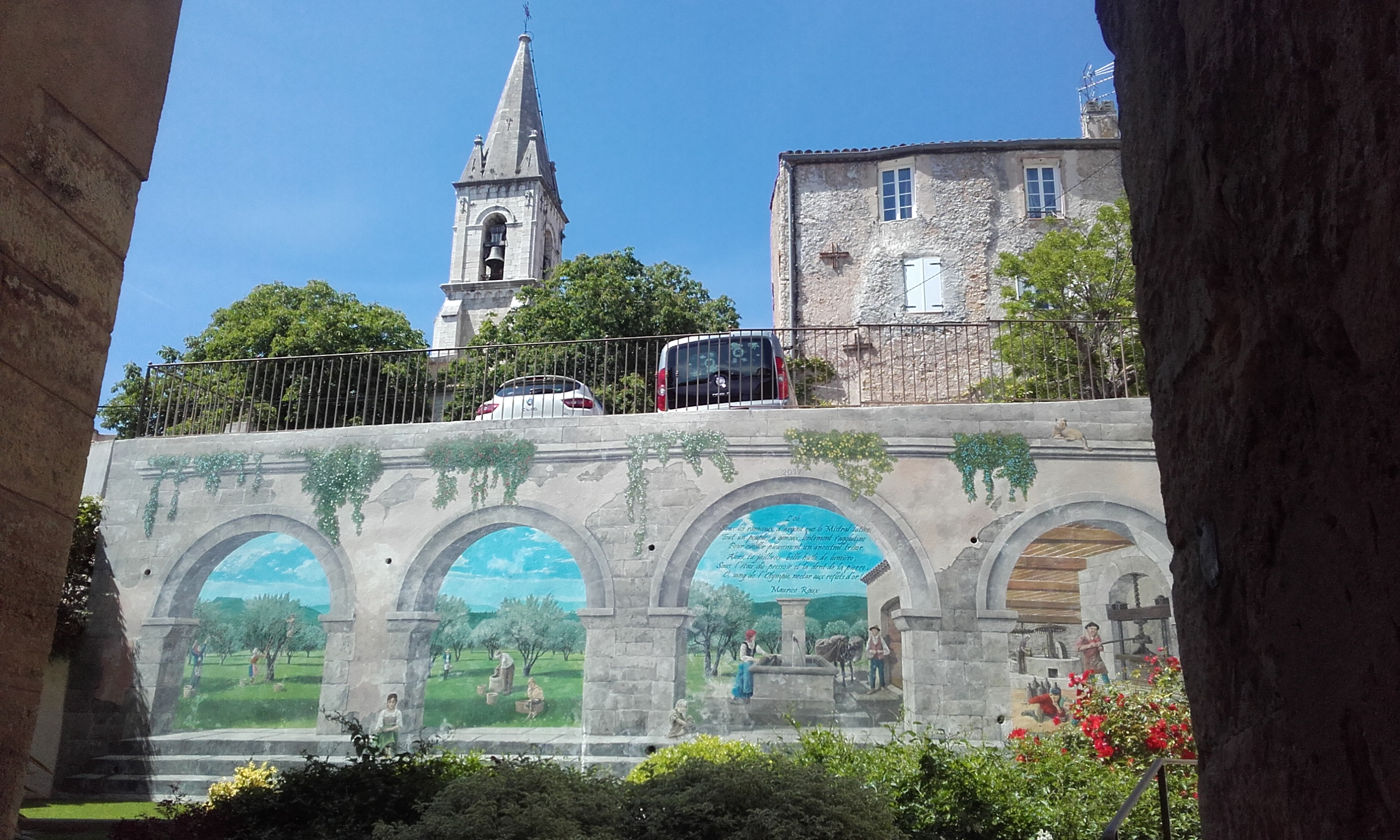
Décors et église.
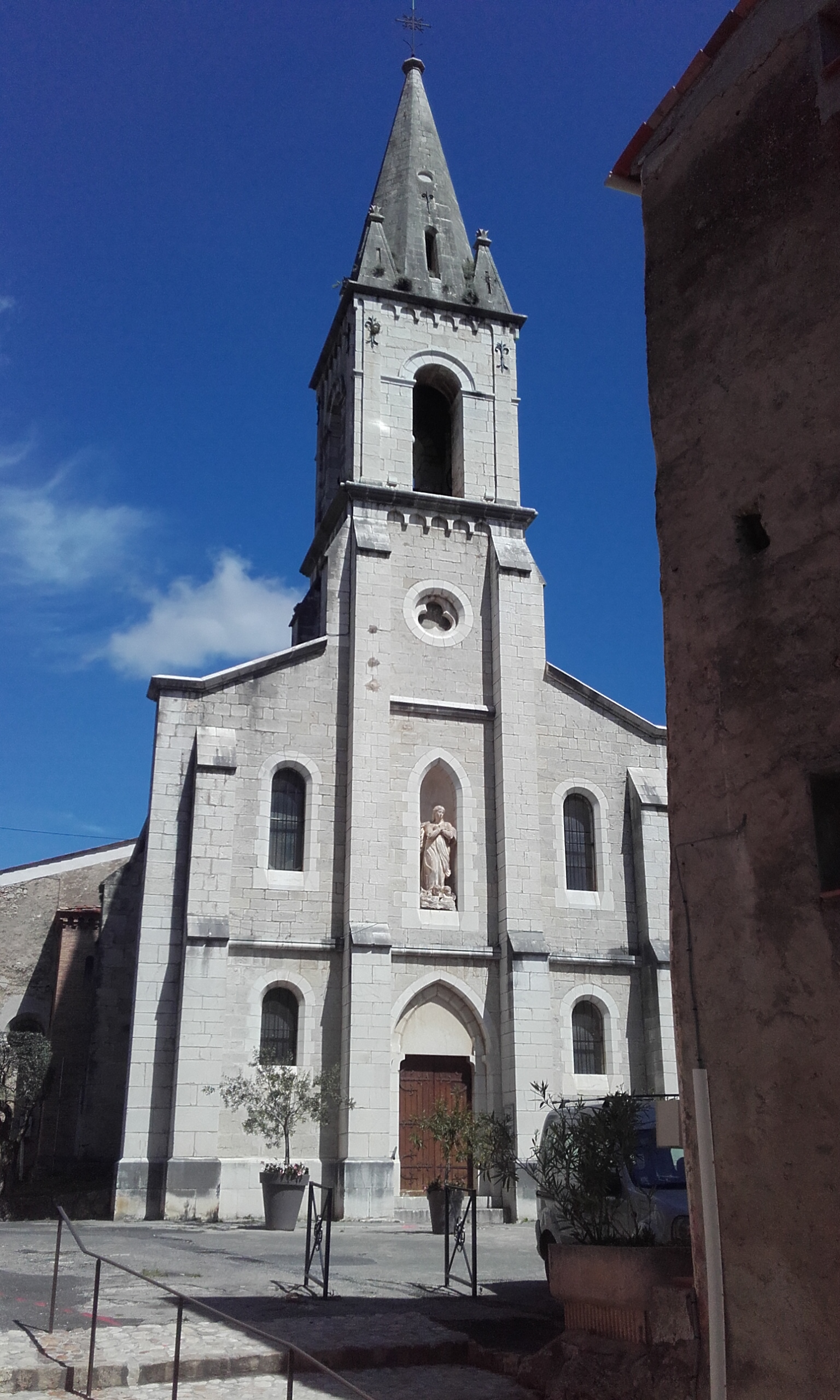
Église Notre-Dame-de-l'Assomption.
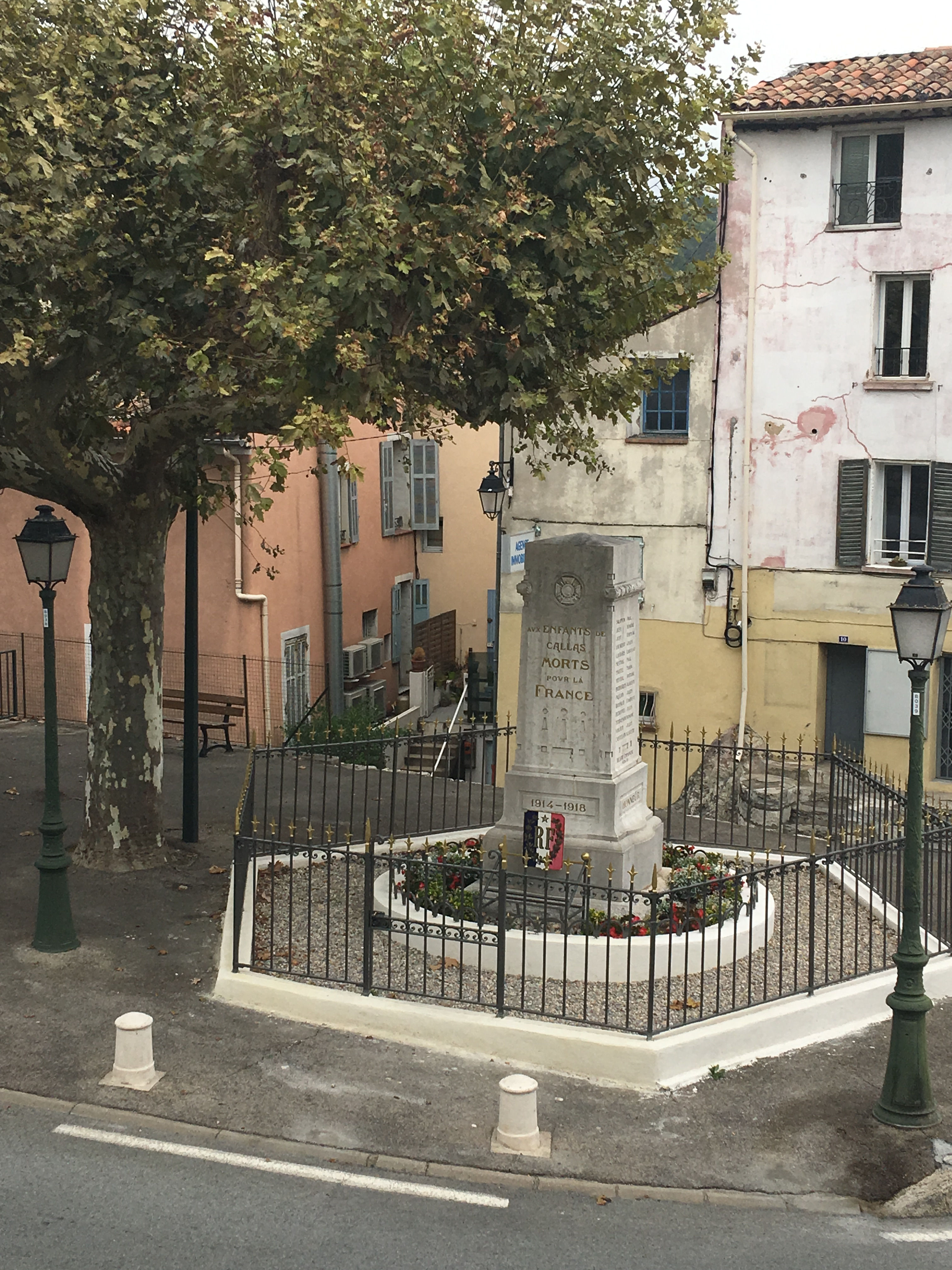
Monument aux morts.
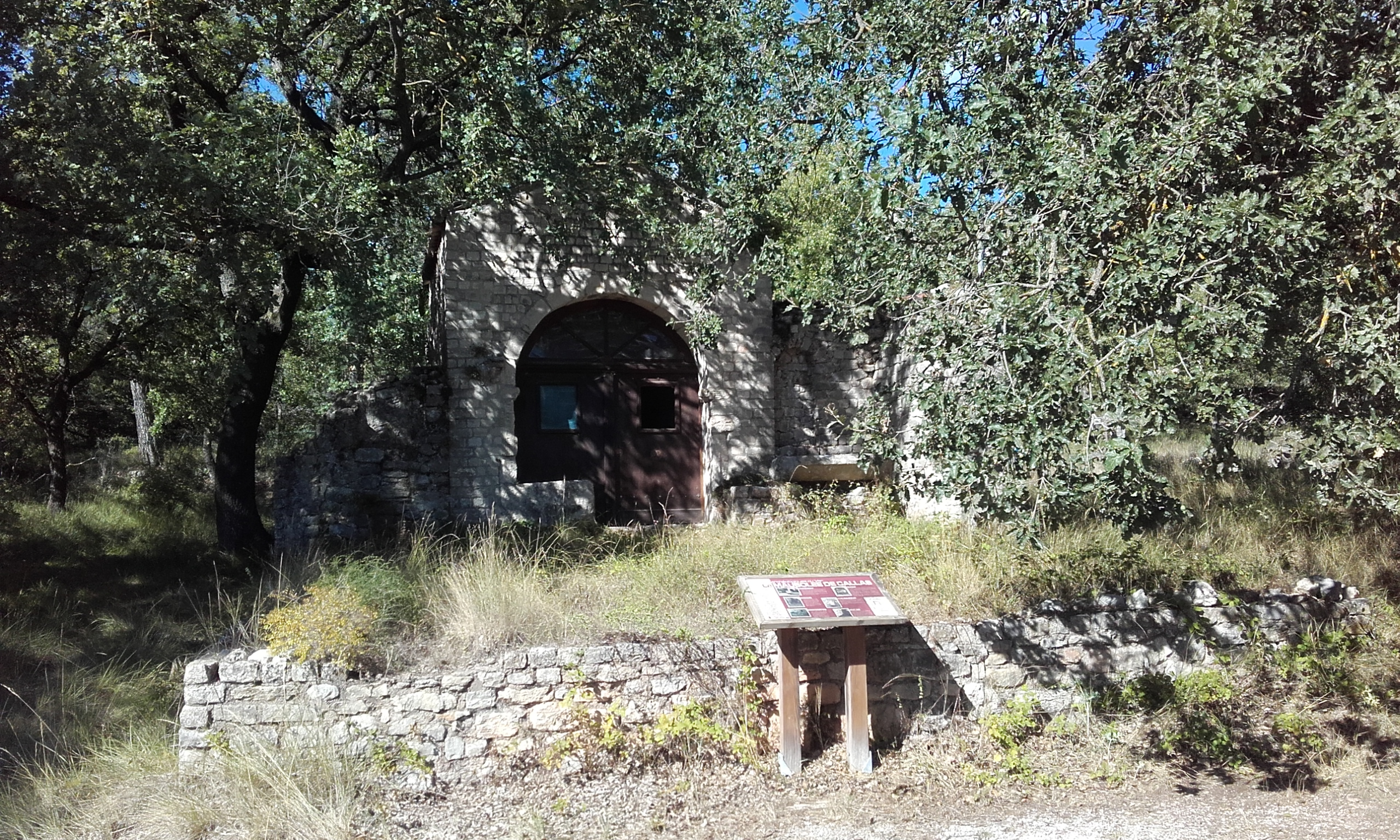
Chapelle de la Trinité-mausolée.

- L'église paroissiale Notre-Dame-de-l'Assomption[77],[78].
- Chapelle de la Trinité Vestiges propriété du Centre archéologique du Var, inscrits sur l'Inventaire supplémentaire des monuments historiques[79] par arrêté du 24 mai 1974[80].
- Chapelle Saint-Laurent (en restauration)[80].
- Chapelle Saint-Auxile[80],[81].
- Chapelle Notre-Dame-de-Pennafort[82],[83],[84].
- La chapelle Saint-Blaise, Domaine Tuchbant[85].
- Oratoires.
- Monuments commémoratifs[86],[87],[88].

Autres patrimoines :

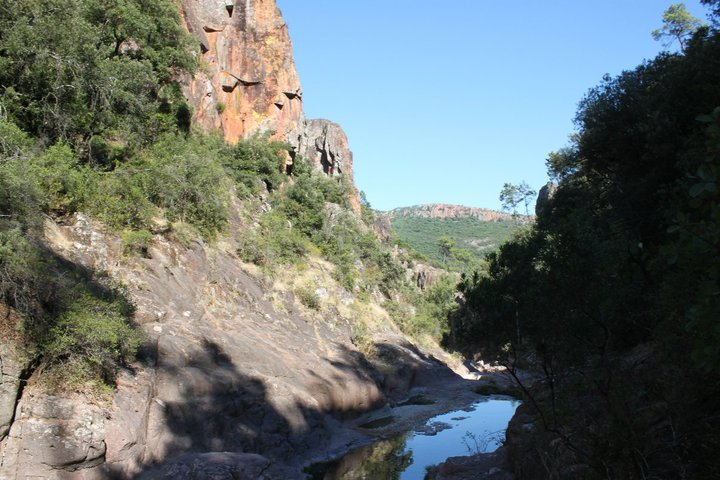
Vue des gorges de Pennafort.
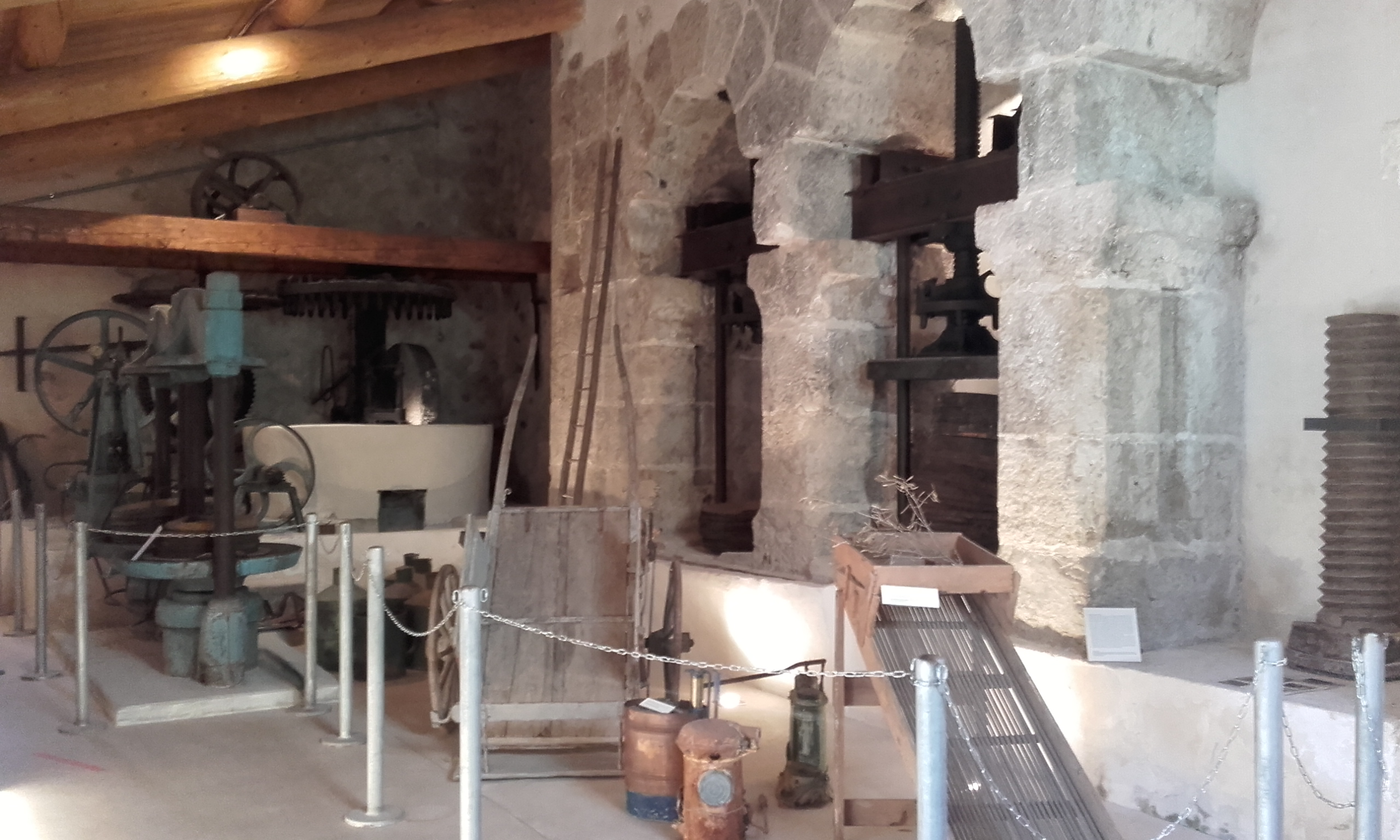
Ancien moulin communal.
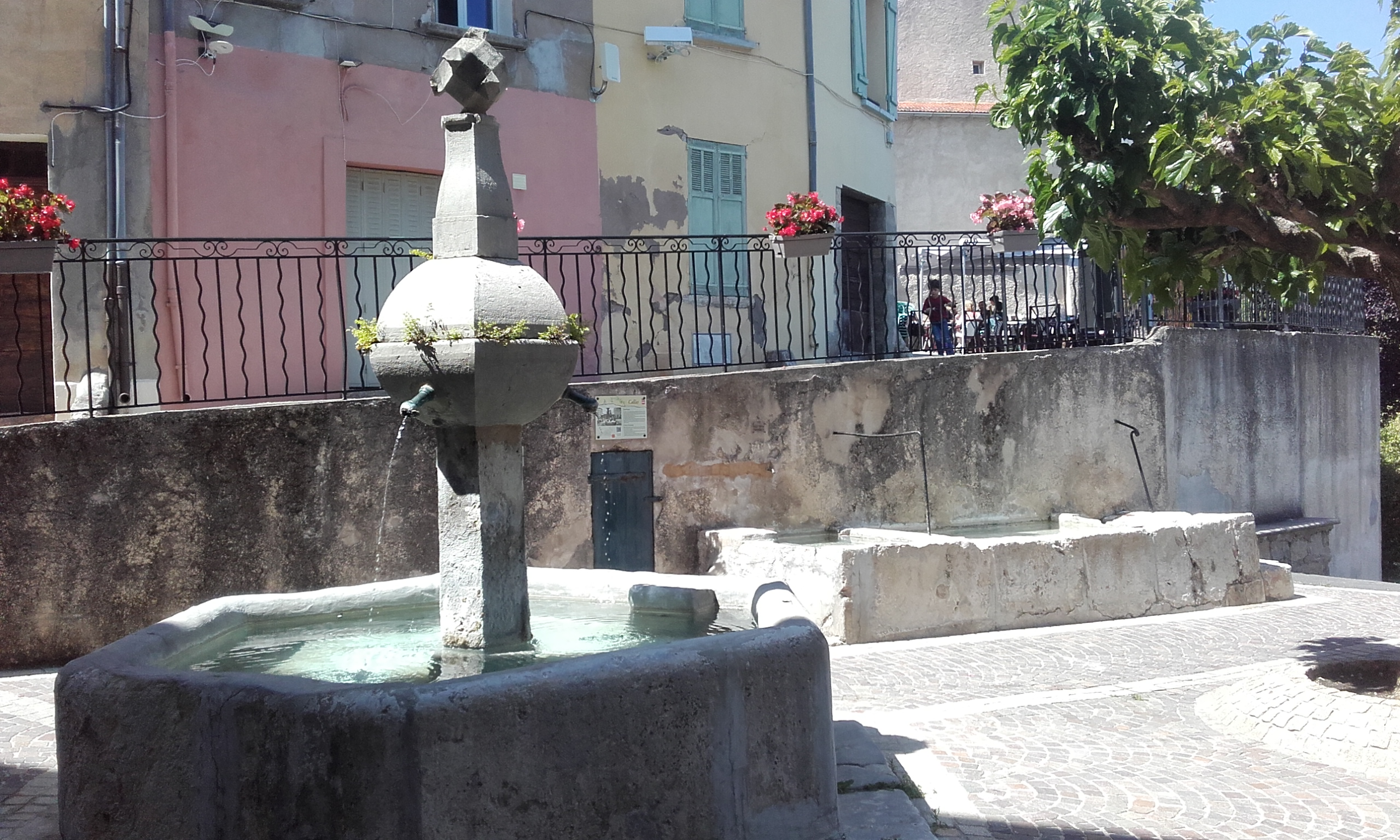
Fontaine Basse.
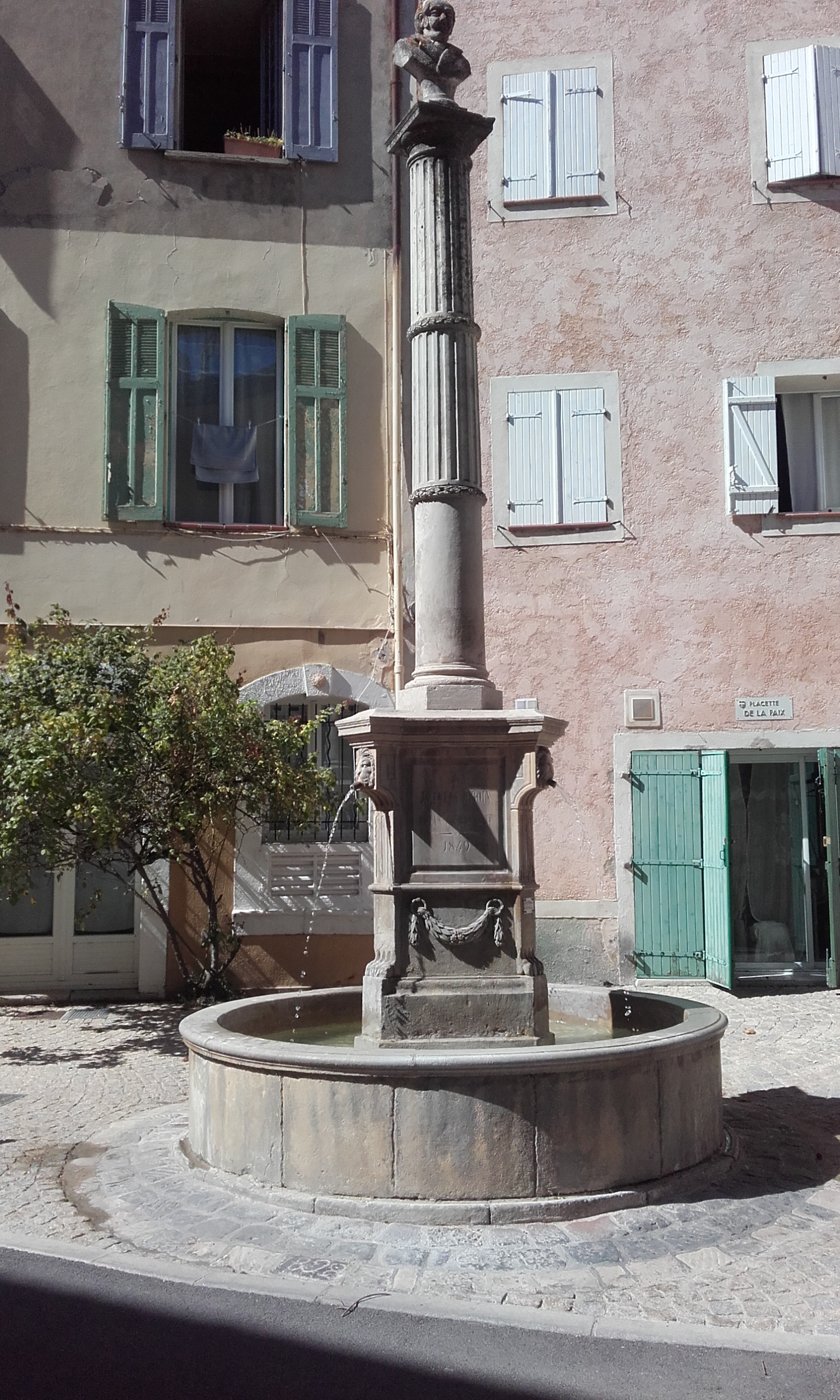
Fontaine placette de la Paix

- Oppidum de Pourcieux[90].
- L'Oppidum pré-romain de Piol.
- La ruine du château des Seigneurs de Pontevès[91],[92].
- Beffroi de la mairie.
- Tour de l'horloge[93].
- Pont[94].
- Ancien moulin hydraulique communal pour la fabrication de l'huile fondé au XVIIIe siècle. Il est resté en activité jusqu'en 1956. Le site est géré par le Musée des Arts et Traditions populaires de Moyenne Provence de la Dracénie Provence Verdon agglomération[95],[96].
- Le pigeonnier[97].
- Fours à poix et à cade[98].
- La Bastide Moretti, Domaine de Garidelle[99] (anciennes cuve à raisin, citerne à eau en pierre taillée et des ruchers remarquables)[85].
- Lavoir et fontaines[100] :
  - Fontaine basse,
  - Fontaine de la placette de la Paix.

Patrimoine naturel :
- Les gorges de Pennafort.
- Le Vallon et le plan d'eau de la Risse[101].
- Le « pied de Samson », roche plate présentant la trace d´un grand pied, et sa légende[102].

### Personnalités liées à la commune
- Saint Ausile (ou Auxile), évêque et martyr[103].
- Jacques Verrion (1759-1826), homme politique.
- Lucien Guigues, homme politique né le 14 mai 1807 à Callas (Var) et mort le 4 mai 1861 à Nice.
- Louis Spitz, né à Kispest (Hongrie) le 21 octobre 1913 et décédé en 1986. Peintre de la Provence. A vécu sur la Côte d'Azur puis à Callas[104].
- Michel Moreau, artiste-peintre figuratif, vit à Callas[105].
- Emmanuelle Arsan, née à Bangkok (Thaïlande) le 19 janvier 1932, y est décédée en 2005. Romancière française d'origine thaïlandaise, principalement connue pour avoir signé le roman érotique Emmanuelle[106].
- Joseph Garus (1648-1722), médecin français.
- Maria Duval, voyante française d'origine italienne, dont l’image a été utilisée dans l’une des plus grandes fraudes par la poste de l'histoire, l'arnaque Maria Duval.
- Brigitte Komorn, artiste peintre et sculpteur[107],[108].

### Blasonnement
| Blason de Callas | Les armes de Callas se blasonnent : De gueules à la devise d'argent, accompagnée en chef d'une fleur de lys au pied nourri d'or et en pointe d'une échelle posée en pal du même. |